# Pósfai Horváth család

A pósfai Horváth család címere

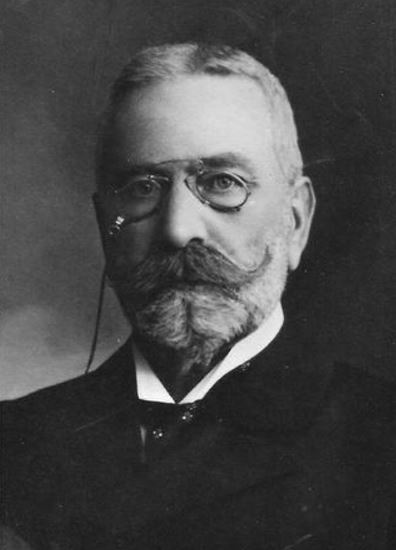
Pósfai Horváth János (1839–1923), a Magyar királyi állami gépgyárának az igazgatója, a Ferenc József-rend lovagja, földbirtokos.

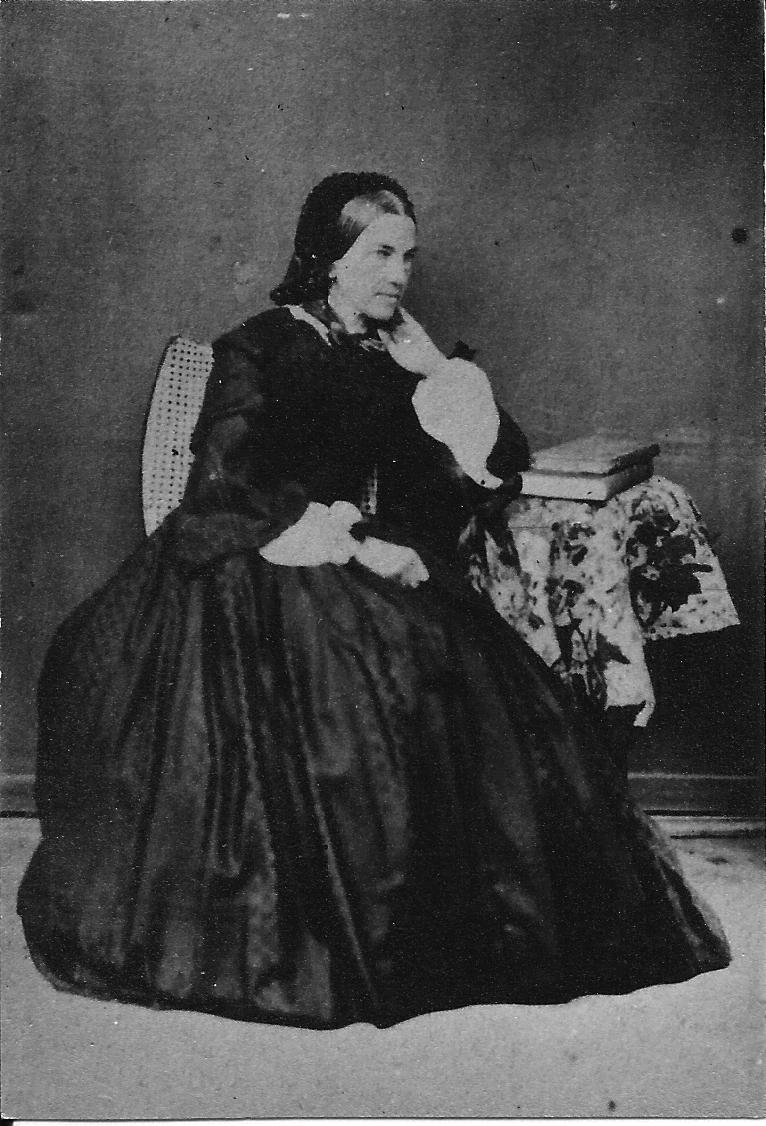
Nemes Fleischhacker Emília (1813–1863) úrnő, pósfai Horváth György (1801-1872) táblabírónak, ügyvédnek a felesége

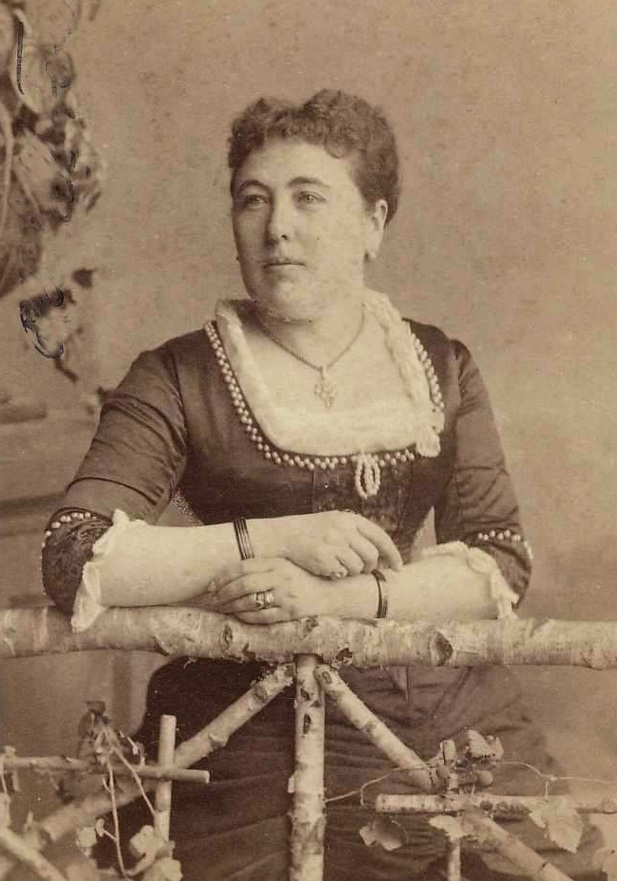
Plihál Ferencné pósfai Horváth Gabriella (1842–1927), a nagykanizsai „Vörös-Kereszt” Egylet alapító- és első elnöke

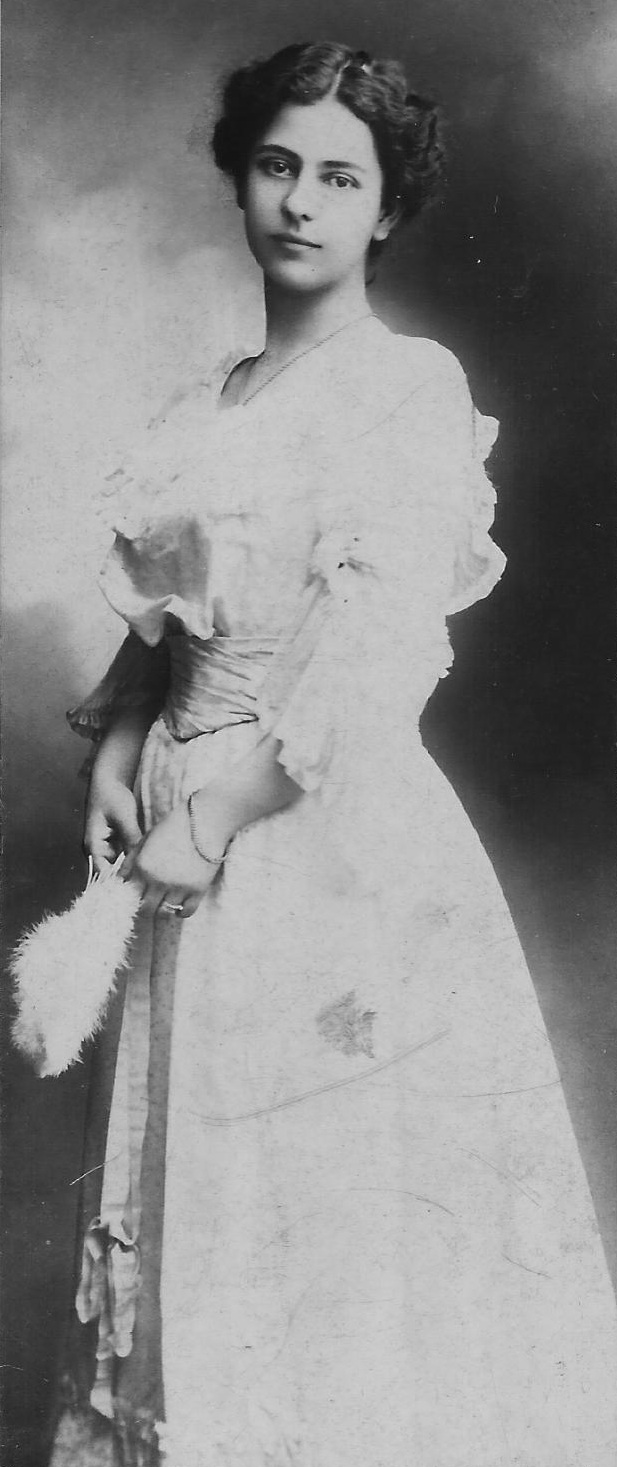
Dr. boldogfai Farkas István főszolgabíróné pósfai Horváth Johanna (1883–1919) asszonyság

A pósfai Horváth család egy nemesi származású család, amely Vas- és Zala vármegyében virágzott és a 20. század közepén halt ki.

## A család története
A római katolikus dunántúli nemesi család 1653. június 21.-én kapott III. Ferdinánd magyar királytól címeres nemeslevelet. A címeres levelet szerző Horváth Márton, Benedek és András testvérek, 1653. szeptember 15.-én hirdették ki Sopronban. A pósfai Horváth család azonos a Vas megyei berekalji Horváth családdal. Az 1754/55 évi országos nemesi összeíráskor igazolják nemességüket a Pósfa nevű Vas vármegyei településen, Horváth  Gáspár özvegye, valamint fiai Horváth József, János és György. Pósfai Horváth Wolfgang fia, Horváth János fia, a liberális érzelmű, pósfai Horváth Ferenc (1770–1844) táblabíró volt aki a családját felemelte az ismeretlenségből; 1805 és 1814 között Horváth Ferenc a gróf Festetics család ollári uradalmi kormányzója volt. Ezután tekintélyes tisztséget töltött be: Zala vármegye főjegyzője volt 1816. április 29.-e és 1825. június 6.-a között. Feleségétől, Knecht Terézia (1780–1822) útnőtől, három fiú- és egy leánygyermeke érte el a felnőttkort: pósfai Horváth Eleonóra (1800–1863), aki forintosházi Forintos Károly (1795–1866), táblabíró, mihályfai birtokos felesége lett Zalaszentmihályon 1821. október 24-én; pósfai Horváth Wolfgang (1798–1833), alszolgabíró a lövői járáson 1825. június 6.-a és 1833. október 15.-e között; pósfai Horváth György (1801–1872), táblabíró; és pósfai Horváth Zsigmond (1814-1848), tiszteletbeli esküdt. Az utóbbi két fiúgyermek külön-külön ágat alapított.

### György ága
Pósfai Horváth György (1801–1872), táblabíró, ügyvéd, Zalaegerszegen 1830. február 10.-én feleségül vette nemes Fleischhacker Emília (1813–1863) kisasszonyt, akinek a szülei nemes Fleischhacker József (1778–1841), Zala vármegye főorvosa, táblabíró, és nemes Szekeres Erzsébet (1786–1842) voltak. Fleischhacker József eredetileg Galántáról, Pozsony vármegyéből származott. Horváth György és Fleischaker Emília házasságából több fiú- és két leánygyermek született; az egyik lányuk pósfai Horváth Hedvig (1834–1912), Alibánfán 1853. szeptember 27-én ment férjhez az evangélikus soproni polgári származású Pfendeszak Károly (1824–1893), ügyvédhez, aki majd 1868-ban a "Pósfai" vezetéknevet vette fel a "Pfendeszak"-ot hanyagolva. Később Pósfai Károly 1870-ben lett királyi táblai biró és 1885. május 13-án kuriai bíró; a szülei Pfendeszak György, soproni polgár, szűcsmester és Tösszer Zsuzsanna voltak. Pósfai Károlynak az egyik húga jákfai Gömbös Imréné Pfendeszak Karolina (1836), aki egyben Gömbös Gyula miniszterelnöknek az apai nagyanyja volt. Horváth Györgynek és Fleischhacker Emíliának az egyik fia pósfai Horváth Sándor (1832–1917), igazságügyi-miniszteri főszámtanácsos, a másik fia pósfai Horváth Béla (1836–1876), okleveles gyógyszerész és magyar királyi távirati tiszt; mindketten nőtlenek voltak.
Egyetlenegy fiúgyermeke Horváth Györgynek és Fleischhacker Emíliának vitte tovább a családot: pósfai Horváth János (1839–1923), a Magyar királyi állami gépgyárának az igazgatója, a Ferenc József-rend lovagja, földbirtokos. Leánytestvére, a nagykanizsai lakos, pósfai Horváth Gabriella (1842–1927) úrnő, a nagykanizsai „Vörös-Kereszt” Egylet alapító- és első elnöke, akinek a férje, Plihál Ferenc (1828–1901) királyi közjegyző, 1848-as honvéd úr volt. Plihál Ferenc és Horváth Gabriella  1863. november 16.-án kötött házasságot  Zalaegerszegen.
Pósfai Horváth János 1882. április 19.-én Mihályfán vette feleségül forintosházi Forintos Irma (1860–1916) kisasszonyt, akinek a szülei forintosházi Forintos Kálmán (1834-1903), jogász, alszolgabíró, földbirtokos, vármegyei bizottsági tag és liebingeni Schöen Johanna (1838–1921) asszony voltak. Horváth János leányaiban kihalt az ő ága, mivel három leánygyermeke született Forintos Irma úrnőtől. A budapesti születésű kisasszonyok közül kettő, a boldogfai Farkas fivérekkel házasodtak össze: pósfai Horváth Irma (1884–1959), boldogfai Farkas Lajos (1878–1930) úrral, népfelkelő szakaszvezető címzetes őrmesterel, törökudvari uradalmi ispánnal; pósfai Horváth Johanna (1883–1919) dr. boldogfai Farkas István (1875–1921) jogász úrral, aki a sümegi járás főszolgabírája volt. Mindkettő boldogfai Farkas fivérnek a szülei, boldogfai Farkas Ferenc (1838–1908), Zala vármegye számvevője, pénzügyi számellenőre, andráshidai földbirtokos, és a nemesnépi Marton családból való nemesnépi Marton Zsófia (1842-1900) úrnő voltak. A harmadik leány, pósfai Horváth Erzsébet (1886–1957), dr. Bergman Andorral házasodott össze.
Horváth János három leányában kihalt az ő ága.

### Zsigmond ága
Pósfai Horváth Zsigmond (1814–1848), esküdt, házasságot kötött baranyavári Baranyay Franciska Terézia (1819-1886) úrleánnyal, akinek a szülei baranyavári Baranyay Menyhért (1795–1868), táblabíró, királyi postamester, hahóti földbirtokos, és boldogfai Farkas Julianna (1796–1825) voltak. Farkas Julianna, a tekintélyes zalai nemesi boldogfai Farkas család sarja volt, boldogfai Farkas Ignác (1753–1808), birtokos, és bocsári Svastics Julianna (1771–1832) lánya. Az apai nagyszülei boldogfai Farkas Ferenc (1713–1770), Zala vármegye alispánja, táblabíró, jómódú földbirtokos, és a barkóczi Rosty családból származó barkóczi Rosty Anna (1722–1784) voltak. Az anyai nagyszülei bocsári Svastits Ferenc (1750–1786), földbirtokos és koltai Vidos Borbála voltak. Pósfai Horváth Zsigmondné baranyavári Baranyay Franciska húga baranyavári Baranya Julianna (1822–1892), akinek a férje boldogfai Farkas János (1813–1858), gyámi szolgabíró, jogász, földbirtokos volt.
Horváth Zsigmond és Baranyay Franciska fiúgyermeke, a zalaszentiváni születésű pósfai Horváth Bertalan (1841–1912), zalamegyei árvaszéki elnöke volt. Feleségül vette barkóczi Szmodics Gizella (1855–1939) kisasszonyt, barkóczi Szmodics József és Belius Anna lányát. Horváth Bertalan és Szmodics Gizella frigyéből három fiú- és három leánygyermek született: pósfai Horváth Viktor (1882–1893), aki alig 11 évesen hunyt el; pósfai dr. Horváth László (1892–1963), vállalati jogtanácsos, megyei birósági tanácselnök, aki gyermek nélkül hunyt el, és vitéz pósfai Horváth Bertalan (1889–1968), akinek nem született gyermeke feleségétől, nagybócsai Sárközy Szidónia (1900–1980) asszonytól.
A legfiatalabb gyermeke pósfai Horváth Zsigmond és Baranyay Franciska házasságából, pósfai Horváth Lajos (1847–1922) zalalövői földbirtokos, 1876. szeptember 11-én Jákon, feleségül vette a Vasvármegyei nemesi származású ughi Ughy családból ughi Ughy Jusztina Julianna (1848–1908) kisasszonyt, aki ughi Ughy Antal (1808–1885), jáki földbirtokos és Tóth Anna lánya volt. Horváth Lajos és Ughy Jusztina frigyéből 9 gyermek született: ezeknek a gyerekeknek a többsége vagy egyedülállókként vagy gyermek nélküli házasokként hunytak el. Horváth Bertalan és Szmodics Gizella lányai: pósfai Horváth Melánia (1875–1962), iszkázi dr. Árvay László (1862–1935) neje, pósfai Horváth Eveline (1876-†?), Koháry Ödön (1874–1930) magyar államvasúti főintézőnek a felesége, és pósfai Horváth Gizella (1877–1967), akinek a férje Helmeczi Ágoston volt. Egyedüli gyerek aki vitte tovább a családot, pósfai Horváth Lajos és Ughy Jusztina fia, pósfai Horvéth Ferenc Zsigmond (1882–1941) bocföldi körjegyző, aki kétszer nősült meg. Az első felesége, kiszsennyei Fábián Anna (1887–1914), akit 1911. augusztus 20.-án vett el Alsóbagodban, egyetlen egy leánnyal áldotta meg őt: pósfai Horváth Anna Mária Jusztina (1912–†?), akinek a férje, Ferencz Károly (1915–2001), a Munka Érdemrend arany fokozatával kitüntetett magyar geológus, a Magyar Állami Földtani Intézet (MÁFI) tudományos főmunkatársa volt.
Horváth Ferenc Zsigmond bocföldi körjegyző első felesége halála után újra nősült meg: második nejét 1918. július 8-án Szombathelyen, Eigner Gizella (1885–†) kisasszonyt vette el, aki idősebb Eigner Imre és Tarr Mária lánya volt. Eigner Gizella fivére, ifjabb Eigner Imre (1882–1946), Szombathely városi végrehajtó, akkoriban már pósfai Horváth Margit Borbála (1880–1943) iskolai tanítónőnek a férje volt, aki egyben Horváth Ferenc Zsigmond nővére is volt. Horváth Ferenc és Eigner Gizella házasságából három fiúgyermeke született: az egyik ifjabb pósfai Horváth Ferenc (1919–†?), továbbszolgáló próbaszolgálatos zászlós volt.

## A család címere
Címer (1653): Vörösben zöld hármas halmon jobbra ágaskodó fehér ló. Sisakdísz: növekvő kék ruhás jobbjában kardot, baljában turbánt tart. Takarók: vörös-ezüst, kék-arany.

## Az eddig ismert családfa
- A1 pósfai Horváth Wolfgang
  - B1 János
    - C1 Ferenc (*1770-†Zalaegerszeg, 1844. január 23.) táblabíró, Zala vármegye főjegyzője, a gróf Festetics család ollári uradalmi kormányzója. Felesége: Knecht Terézia (*1780-† Zalaegerszeg, 1822. október 17.)
      - D1 Alojzia (*Vasvár, 1797. május 2.–†?)
      - D2 Wolfgang György (*Vasvár, 1798. június 8.– †Zalaegerszeg, 1833. szeptember 10.), alszolgabíró. Nőtlen.
      - D3 Eleonóra Amália (*Keszthely, 1800. február 28. -† Mihályfa, 1863. február 17.). Férje: forintosházi Forintos Károly (Mihályfa, Zala vármegye, 1795. április 23. – Mihályfa, Zala vármegye, 1866. december 6.), táblabíró, mihályfai birtokos.
      - D4 György Ferenc (*Keszthely, 1801. április 24.-† Nagykanizsa, 1872. szeptember 3.), táblabíró, ügyvéd. Felesége: nemes  Fleischhacker Emília Judit (*Körmend, 1813. március 17.-† Zalaegerszeg, 1863. május 14.)
        - E1 Sándor Ferenc József (*Zalaegerszeg, 1832. július 5.–†Budapest, 1917. február 14.), igazságügyi-miniszteri főszámtanácsos. Nőtlen.[20]
        - E2 Johanna Hedvig (*Zalaegerszeg, 1834. február 23.-†Rákosfalva, 1912. szeptember 4.) Férje: Pfendeszak (Pósfai) Károly Keresztély (*Sopron, 1824. november 25. –†Savanyúkút, 1893. április 19.), ügyvéd, királyi kúriai bíró.
        - E3 Béla György József (*Zalaegerszeg, 1836. november 28.–†Budapest, 1876. november 28.), okleveles gyógyszerész és magyar királyi távirati tiszt.
        - E4 János Nepomuk György (*Zalaegerszeg, 1839. augusztus 12. -†Nagykanizsa, 1923. augusztus 3.), a Magyar királyi állami gépgyárának az igazgatója, a Ferenc József-rend lovagja, földbirtokos.[7] Felesége: forintosházi Forintos Mária Johanna Ludovika (Irma) (*Mihályfa, 1860. július 4. -†Nagykanizsa, 1916. november 13.).
          - F1 Johanna Ernesztina Emlília (*Budapest, 1883. március 11. –†Nagykanizsa, 1919. május 27.) Férje: dr. boldogfai Farkas István Imre (*Boldogfa, Zala vármegye, 1875. július 11. – †Budapest, 1921. január 6.) jogász, a sümegi járás főszolgabírája.
          - F2 Irma Hedvig Gabriella (*Budapest, 1884. május 15.–Budapest, 1959. november 24.). Férje: boldogfai Farkas Lajos Imre József (*Andráshida, 1878. október 29. – †Budapest, 1930. április 9.), népfelkelő szakaszvezető címzetes őrmester, törökudvari uradalmi ispán.
          - F3 Erzsébet Gabriella Emlília (*Budapest, 1886. május 2.-†Budapest (I. kerület), 1957. augusztus 19.) Férje: dr. Bergmann Andor (Nagykanizsa, 1882. május 15.), királyi közjegyző.

        - E5 Gabriella Erzsébet Alexandra (*Zalaegerszeg, 1842. január 2.–† Nagykanizsa, 1927. augusztus 20.), a nagykanizsai „Vörös-Kereszt” Egylet első elnöke. Férje: Plihál Ferenc (*Perkáta, 1828. július 6. – †Nagykanizsa, 1901. március 10.) királyi közjegyző, 1848-as honvéd, a Nagykanizsai Szépítő Egylet első elnöke.

      - D5 Mária (*Keszthely, 1802. május 2.–†?)
      - D6 Johanna Friderika (*Ollár, 1805. június 14.–†Ollár, 1807. június 6.)
      - D7 Zsigmond Imre (*Ollár, 1807. június 1.–†Ollár, 1812. március 3.)
      - D8 Lajos Ferenc (*Ollár, 1808. augusztus 24.–†Ollár, 1815. augusztus 18.)
      - D19 Karolina Anna (*Ollár, 1812. január 9.–†?)
      - D10 Zsigmond István (*Ollár, 1814. április 3.–†Zalalövő, 1848 október 25.), zalalövői földbirtokos, a zalalövői járás aladószedője. Felesége: baranyavári Baranyay Franciska Terézia (*Hahót, 1819. október 3. -† Zalaegerszeg, 1886. december 11.)
        - E1	Viktor Géza György (*Zalaszentiván, 1840. június 16.-†?)
        - E2 Bertalan István (*Zalaszentiván, 1841. augusztus 22. -† Kolozsvár, 1912. április 13.) Felesége: barkóczi Szmodics Gizella Anna (*Egervár, 1855. szeptember 28. -† Zalaegerszeg, 1939. december 1.) 
          - F1 Melánia Elvira (*Zalaegerszeg, 1875. február 14.-†Budapest, 1962. április 6.)[21] Férje: iszkázi dr. Árvay László (*Zalaegerszeg, 1862. június 20. -† Zalaegerszeg, 1935. december 5.) ügyvéd
          - F2 Eveline Ilona (*Zalaegerszeg, 1876. augusztus 23.–†Budapest, 1964. augusztus 23.).[22] Férje: Koháry (szül: Kohárik) Ödön Géza (*Pest, 1874. február 23.–†Budapest, VI, ker, 1930. január 26.) magyar államvasúti főintéző.
          - F3 Gizella Izabella (*Zalaegerszeg, 1878. március 30. – †Budapest, 1967. december 7.). Férje: Helmeczi (szül: Kriszten) Ágoston (*Királyhelmec, 1872. január 10.–†Zalaegerszeg, 1939. november 29.), pénzügyi titkár.
          - F4 Viktor Ferenc Bertalan (*Zalaegerszeg, 1882. november 12. – †Zalaegerszeg, 1893. december 12.)
          - F5 Bertalan József Károly, dr., vitéz (*Zalaegerszeg, 1889. november 19.-† Zalaegerszeg, 1968. május 26.), Zala vármegye árveszéki elnöke. Felesége: nagybócsai Sárközy Szidónia (*1900-†Zalaegerszeg, 1980. június 1.)
          - F6 László Gábor Vilmos, dr. (*Zalaegerszeg, 1892. június 4. –† Budapest, 1963. március 12.)

        - E3 Lajos Ferenc (*Zalalövő, 1847. május 23.-†Zalalövő, 1922. február 12.) zalalövői földbirtokos. Felesége: ughi Ughy Jusztina Julianna, (*Ják, 1848. október 14. -†Zalalövő, 1908. január 9.)
          - F1 Erzsébet Julianna (*Zalalövő, 1878. február 11.–†Zalalövő, 1908. november 9.) hajadon.
          - F2 Mária Ilona (*Zalalövő, 1879. november 14.–†Zalalövő, 1880. március 6.)
          - F3 Margit Borbála (*Zalalövő, 1880. december 30.–†Szombathely, 1943. január 15.), iskolai tanítónő. Férje: Eigner Imre József (*Szombathely, 1882. november 10.–†Szombathely, 1946. május 9.) városi végrehajtó.
          - F4 Ferenc Zsigmond (*Zalalövő, 1882. május 25.–†Budapest, 1941. október 5.) bocföldi körjegyző. 1. neje. kiszsennyei Fábián Anna (*Egyházszeg, Vas vármegye, 1887. május 19.–†Bocfölde, 1914.). 2. felesége: Eigner Erzsébet Gizella (*Szombathely, 1885. január 14.–†?)
            - G1 (1. házasságból) Anna Mária Jusztina (*Bocfölde, 1912. június 22.–†?). Férje: Ferencz Károly Imre Géza (Olad, 1915. január 31. – Zalaegerszeg, 2001. február 28.) a Munka Érdemrend arany fokozatával kitüntetett magyar geológus, a Magyar Állami Földtani Intézet (MÁFI) tudományos főmunkatársa.
            - G2 (2. házasságból) Ferenc Kálmán (*Szombathely, 1919. február 9.–†?)
            - G3 (2. házasságból) Jenő (*Szombathely, 1920. június 24.–†?)
            - G4 (2. házasságból) Lajos (*Bocfölde, 1925. május 20.–†Zalaegerszeg, 1990. január 20.), könyvelő. Neje: Borsos Erzsébet (*Zalaegerszeg, 1926. május 28.–†Zalaegerszeg, 2006. december 17.)

          - F5 Magdolna (*Zalalövő, 1883. szeptember 1.–†Szombathely, 1970. június 4.). Férje: Harmat Ferenc
          - F6 Anna (*Zalalövő, 1884. október 13.–†Szombathely, 1967. január 7.). Férje: Kovács Imre (*Németfalu, 1886. november 5.–†Zalaegerszeg, 1970. október 20.)
          - F7 Julianna Terézia (*Zalalövő, 1886. október 17.–†?)
          - F8 Lajos László (*Kőszeg, 1889. január 8.–†?)
          - F9 Gabriella Izidónia (*Kőszeg, 1890. április 30.–†?)